# Acantilado Astilla
El acantilado Astilla (en inglés: Splinter Crag) es una masa de roca en forma de cuña, truncada por escarpados acantilados en el norte y el oeste y que caen más gradualmente hacia el sur, formando junto a la punta Perfil, el extremo norte de la isla Vindicación, del archipiélago Candelaria, en las islas Sandwich del Sur.
La denominación fue aplicada por el Comité de Topónimos Antárticos del Reino Unido (UK-APC) en 1971 debido a la forma de la costa norte de la isla, asemejándose a una astilla (en inglés: Splinter). No existe un nombre oficial en la toponimia argentina del archipiélago.
La isla nunca fue habitada ni ocupada, y es reclamada por el Reino Unido como parte del territorio británico de ultramar de las Islas Georgias del Sur y Sandwich del Sur y por la República Argentina, que la hace parte del departamento Islas del Atlántico Sur dentro de la provincia de Tierra del Fuego, Antártida e Islas del Atlántico Sur.